# 10.ª etapa do Giro d'Italia de 2021
A 10.ª etapa do Giro d'Italia de 2021 teve lugar a 18 de maio de 2021 entre L'Aquila e Foligno sobre um percurso de 139 km e foi vencida ao sprint pelo eslovaco Peter Sagan da equipa Bora-Hansgrohe. O colombiano Egan Bernal conseguiu manter a liderança antes da primeira jornada de descanso.

## Classificação da etapa
| Áquila - Foligno | etapa plana | (139 km) |

| \| Classificação por etapas \| Classificação por etapas \| Classificação por etapas \| Classificação por etapas \| Classificação por etapas \| \| Ciclista \| Ciclista \| Equipe \| Tempo \| \| \| ------------------------ \| ------------------------ \| ------------------------ \| ------------------------ \| ------------------------ \| \| 1. \| Peter Sagan \| Bora-Hansgrohe \| 3h10m56s \| \| \| 2. \| Fernando Gaviria \| UAE Team Emirates \| + 0s \| \| \| 3. \| Davide Cimolai \| Israel Start-Up Nation \| + 0s \| \| \| 4. \| Stefano Oldani \| Lotto-Soudal \| + 0s \| \| \| 5. \| Gianni Vermeersch \| Alpecin-Fenix \| + 0s \| \| \| 6. \| Dries De Bondt \| Alpecin-Fenix \| + 0s \| \| \| 7. \| Andrea Vendrame \| AG2R Citroën Team \| + 0s \| \| \| 8. \| Vincenzo Albanese \| Eolo-Kometa \| + 0s \| \| \| 9. \| Elia Viviani \| Cofidis \| + 0s \| \| \| 10. \| Juan Sebastián Molano \| UAE Team Emirates \| + 0s \| \| |                       |                        |          |
| |                       |                        |          |
| Fonte: ProCyclingStats |                       |                        |          |
| Classificação por etapas |                       |                        |          |
| Ciclista | Ciclista              | Equipe                 | Tempo    |
| 1. | Peter Sagan           | Bora-Hansgrohe         | 3h10m56s |
| 2. | Fernando Gaviria      | UAE Team Emirates      | + 0s     |
| 3. | Davide Cimolai        | Israel Start-Up Nation | + 0s     |
| 4. | Stefano Oldani        | Lotto-Soudal           | + 0s     |
| 5. | Gianni Vermeersch     | Alpecin-Fenix          | + 0s     |
| 6. | Dries De Bondt        | Alpecin-Fenix          | + 0s     |
| 7. | Andrea Vendrame       | AG2R Citroën Team      | + 0s     |
| 8. | Vincenzo Albanese     | Eolo-Kometa            | + 0s     |
| 9. | Elia Viviani          | Cofidis                | + 0s     |
| 10. | Juan Sebastián Molano | UAE Team Emirates      | + 0s     |

## Classificações ao final da etapa
- As classificações finalizaram da seguinte forma:[2]

### Classificação geral(Maglia Rosa)
| \| Classificação geral \| Classificação geral \| Classificação geral \| Classificação geral \| Classificação geral \| \| Ciclista \| Ciclista \| Equipe \| Tempo \| \| \| ------------------- \| ------------------- \| ---------------------- \| ------------------- \| ------------------- \| \| 1. \| Egan Bernal \| Ineos Grenadiers \| 38h30m17s \| \| \| 2. \| Remco Evenepoel \| Deceuninck-Quick Step \| + 14s \| \| \| 3. \| Aleksandr Vlasov \| Astana-Premier Tech \| + 22s \| \| \| 4. \| Giulio Ciccone \| Trek-Segafredo \| + 37s \| \| \| 5. \| Attila Valter \| Groupama-FDJ \| + 44s \| \| \| 6. \| Hugh Carthy \| EF Education-Nippo \| + 45s \| \| \| 7. \| Damiano Caruso \| Bahrain Victorious \| + 46s \| \| \| 8. \| Daniel Martin \| Israel Start-Up Nation \| + 52s \| \| \| 9. \| Simon Yates \| BikeExchange \| + 56s \| \| \| 10. \| Davide Formolo \| UAE Team Emirates \| + 1m02s \| \| |                  |                        |           |
| |                  |                        |           |
| Fonte: ProCyclingStats |                  |                        |           |
| Classificação geral |                  |                        |           |
| Ciclista | Ciclista         | Equipe                 | Tempo     |
| 1. | Egan Bernal      | Ineos Grenadiers       | 38h30m17s |
| 2. | Remco Evenepoel  | Deceuninck-Quick Step  | + 14s     |
| 3. | Aleksandr Vlasov | Astana-Premier Tech    | + 22s     |
| 4. | Giulio Ciccone   | Trek-Segafredo         | + 37s     |
| 5. | Attila Valter    | Groupama-FDJ           | + 44s     |
| 6. | Hugh Carthy      | EF Education-Nippo     | + 45s     |
| 7. | Damiano Caruso   | Bahrain Victorious     | + 46s     |
| 8. | Daniel Martin    | Israel Start-Up Nation | + 52s     |
| 9. | Simon Yates      | BikeExchange           | + 56s     |
| 10. | Davide Formolo   | UAE Team Emirates      | + 1m02s   |

### Classificação por pontos(Maglia Ciclamino)
| Classificação por pontos | Classificação por pontos | Classificação por pontos    | Classificação por pontos | Classificação por pontos |
| Ciclista                 | Ciclista                 | Equipe                      | Pontos                   |                          |
| ------------------------ | ------------------------ | --------------------------- | ------------------------ | ------------------------ |
| 1.                       | Peter Sagan              | Bora-Hansgrohe              | 108 pts                  |                          |
| 2.                       | Fernando Gaviria         | UAE Team Emirates           | 91 pts                   |                          |
| 3.                       | Davide Cimolai           | Israel Start-Up Nation      | 91 pts                   |                          |
| 4.                       | Tim Merlier              | Alpecin-Fenix               | 83 pts                   |                          |
| 5.                       | Elia Viviani             | Cofidis                     | 79 pts                   |                          |
| 6.                       | Giacomo Nizzolo          | Qhubeka Assos               | 76 pts                   |                          |
| 7.                       | Matteo Moschetti         | Trek-Segafredo              | 42 pts                   |                          |
| 8.                       | Filippo Tagliani         | Androni Giocattoli-Sidermec | 39 pts                   |                          |
| 9.                       | Filippo Fiorelli         | Bardiani CSF Faizanè        | 39 pts                   |                          |
| 10.                      | Dylan Groenewegen        | Jumbo-Visma                 | 36 pts                   |                          |

### Classificação da montanha(Maglia Azzurra)
| Classificação da montanha | Classificação da montanha | Classificação da montanha          | Classificação da montanha | Classificação da montanha |
| Ciclista                  | Ciclista                  | Equipe                             | Pontos                    |                           |
| ------------------------- | ------------------------- | ---------------------------------- | ------------------------- | ------------------------- |
| 1.                        | Geoffrey Bouchard         | AG2R Citroën Team                  | 51 pts                    |                           |
| 2.                        | Egan Bernal               | Ineos Grenadiers                   | 48 pts                    |                           |
| 3.                        | Gino Mäder                | Bahrain Victorious                 | 44 pts                    |                           |
| 4.                        | Bauke Mollema             | Trek-Segafredo                     | 23 pts                    |                           |
| 5.                        | Giulio Ciccone            | Trek-Segafredo                     | 20 pts                    |                           |
| 6.                        | Kobe Goossens             | Lotto-Soudal                       | 18 pts                    |                           |
| 7.                        | Francesco Gavazzi         | Eolo-Kometa                        | 17 pts                    |                           |
| 8.                        | Vincenzo Albanese         | Eolo-Kometa                        | 16 pts                    |                           |
| 9.                        | Rein Taaramäe             | Intermarché-Wanty-Gobert Matériaux | 13 pts                    |                           |
| 10.                       | Remco Evenepoel           | Deceuninck-Quick Step              | 13 pts                    |                           |

### Classificação dos jovens(Maglia Bianca)
| Classificação dos jovens | Classificação dos jovens | Classificação dos jovens | Classificação dos jovens | Classificação dos jovens |
| Ciclista                 | Ciclista                 | Equipe                   | Tempo                    |                          |
| ------------------------ | ------------------------ | ------------------------ | ------------------------ | ------------------------ |
| 1.                       | Egan Bernal              | Ineos Grenadiers         | 38h30m17s                |                          |
| 2.                       | Remco Evenepoel          | Deceuninck-Quick Step    | + 14s                    |                          |
| 3.                       | Aleksandr Vlasov         | Astana-Premier Tech      | + 22s                    |                          |
| 4.                       | Attila Valter            | Groupama-FDJ             | + 44s                    |                          |
| 5.                       | Daniel Felipe Martínez   | Ineos Grenadiers         | + 1m13s                  |                          |
| 6.                       | Tobias Foss              | Jumbo-Visma              | + 2m23s                  |                          |
| 7.                       | Jai Hindley              | Team DSM                 | + 4m28s                  |                          |
| 8.                       | João Almeida             | Deceuninck-Quick Step    | + 4m56s                  |                          |
| 9.                       | Harold Tejada            | Astana-Premier Tech      | + 7m35s                  |                          |
| 10.                      | Lorenzo Fortunato        | Eolo-Kometa              | + 8m28s                  |                          |

### Classificação por equipas"Súper team"
| Classificação por equipes | Classificação por equipes | Classificação por equipes | Classificação por equipes |
| Equipe                    | Equipe                    | Tempo                     |                           |
| ------------------------- | ------------------------- | ------------------------- | ------------------------- |
| 1.                        | Ineos Grenadiers          | 115h34m02s                |                           |
| 2.                        | Team BikeExchange         | + 3m26s                   |                           |
| 3.                        | Trek-Segafredo            | + 5m47s                   |                           |
| 4.                        | Bahrain Victorious        | + 6m49s                   |                           |
| 5.                        | Deceuninck-Quick Step     | + 7m44s                   |                           |
| 6.                        | EF Education-Nippo        | + 10m49s                  |                           |
| 7.                        | Team DSM                  | + 11m05s                  |                           |
| 8.                        | Movistar Team             | + 14m07s                  |                           |
| 9.                        | Jumbo-Visma               | + 20m07s                  |                           |
| 10.                       | Astana-Premier Tech       | + 26m40s                  |                           |

## Abandonos
Nenhum.